# Paul Signac
Paul Signac, född 11 november 1863 i Paris, död 15 augusti 1935 i Paris, var en fransk målare.

## Biografi
Paul Signac räknas som pointillismens främste teoretiker. Han började dock tillsammans med bland andra Camille Pissarro som impressionist, men från 1884 följde han Georges Seurat i dennes divisionistiska (pointillistiska) inriktning. Paul Signac redogjorde teoretiskt för sin måleriteori i D'Eugène Delacroix au néo-impressionisme (1899). 
Signac målade nästan enbart friluftsbilder med ljusa rena spektralfärger, inte minst hamnmotiv från kusten vid Normandie och Medelhavet. Efter hand blev hans färgfläckar allt större och började bilda ett eget abstrakt mönster i bilden. Signacs verk hade avsevärd betydelse för den begynnande modernismen under 1900-talets första år.

## Målningar

### "Le clocher de Saint-Tropez" somentartete Kunst
30 oktober 1937 beslagtog propagandaministeriet i Nazityskland oljemålningen Le clocher de Saint-Tropez, som en del av en aktion riktad mot så kallad entartete Kunst på landets alla museer. Signac hade färdigställt målningen 1896. Tre år senare hade den skänkts anonymt till Berlins nationalgalleri och återfanns 1937 på avdelningen för modern konst, det prestigeladdade Kronprinzenpalais i Berlin. Den värderades då till 50 000 riksmark. Konstsamlaren Hermann Göring, som var intresserad av att byta till sig värdefulla konstföremål, fick målningen från ministeriets lager 1939. Därefter står den som såld för 3 750 riksmark till Josef Angerer, Görings eget ombud i konstaffärer. Mer än så är inte känt. Men målningen var i New York 1963 och har sålts flera gånger sedan dess, senast 1999, till museet Fondation Bemberg i Toulouse.

### "La Rochelles hamn" som stöldgods
Signacs tavla "Port de La Rochelle" ("La Rochelles hamn") från 1915 som föreställer båtar i La Rochelles hamn stals i maj 2018 från Musée des Beaux-Arts i Nancy i nordöstra Frankrike. Den hittades 2019 av den ukrainska polisen hemma hos en ukrainsk medborgare som var efterlyst misstänkt för mordet på en juvelerare. "La Rochelles hamn" är värderad till motsvarande 15,7 miljoner kronor. Flera andra verk som 2019 stals runt om i Europa tros finnas i Ukraina, bland andra tavlan “Golfe, mer, falaises vertes” av Auguste Renoir som stals av samma liga på auktionshuset i Wien.

## Galleri

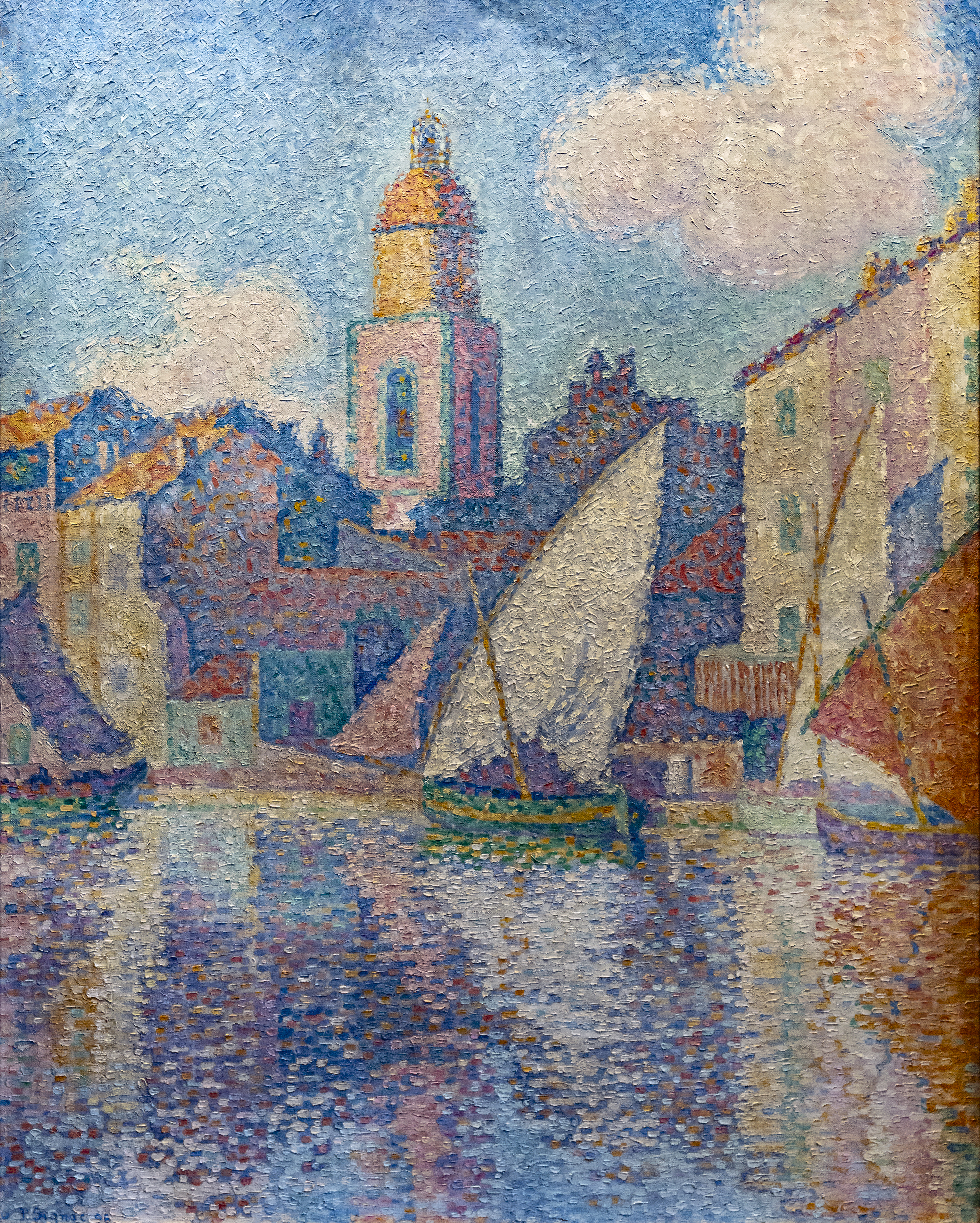
Le clocher de Saint-Tropez / Klocktornet i Saint-Tropez (1896), olja på duk, 82×64cm. Exempel på entartete Kunst. Fondation Bemberg i Toulouse.
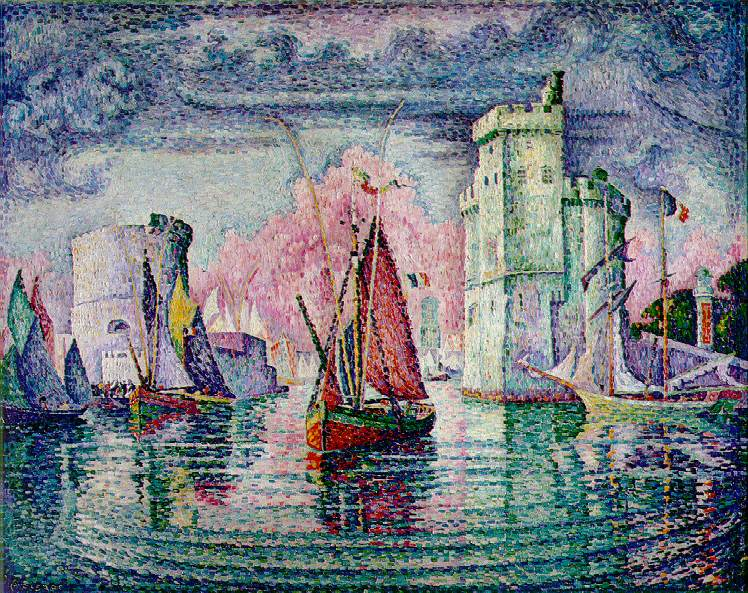
"Port de La Rochelle" (1915). Musée des Beaux-Arts i Nancy.
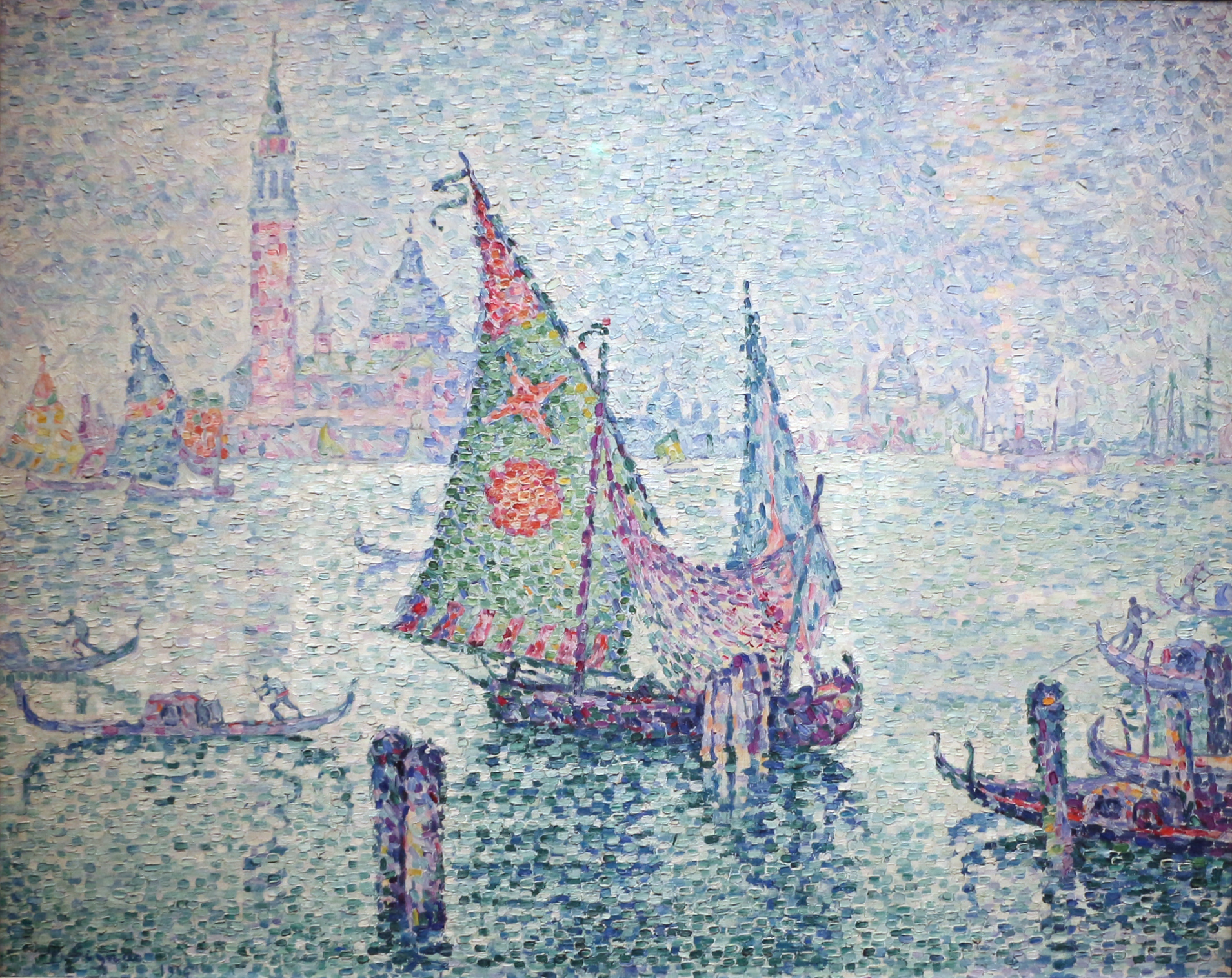
"Det gröna seglet" (Venedig, 1904), Musée d'Orsay.